# Giovanni Paolo Rossetti
Giovanni Paolo Rossetti (Volterra, 1519 – 1586) è stato un pittore italiano.

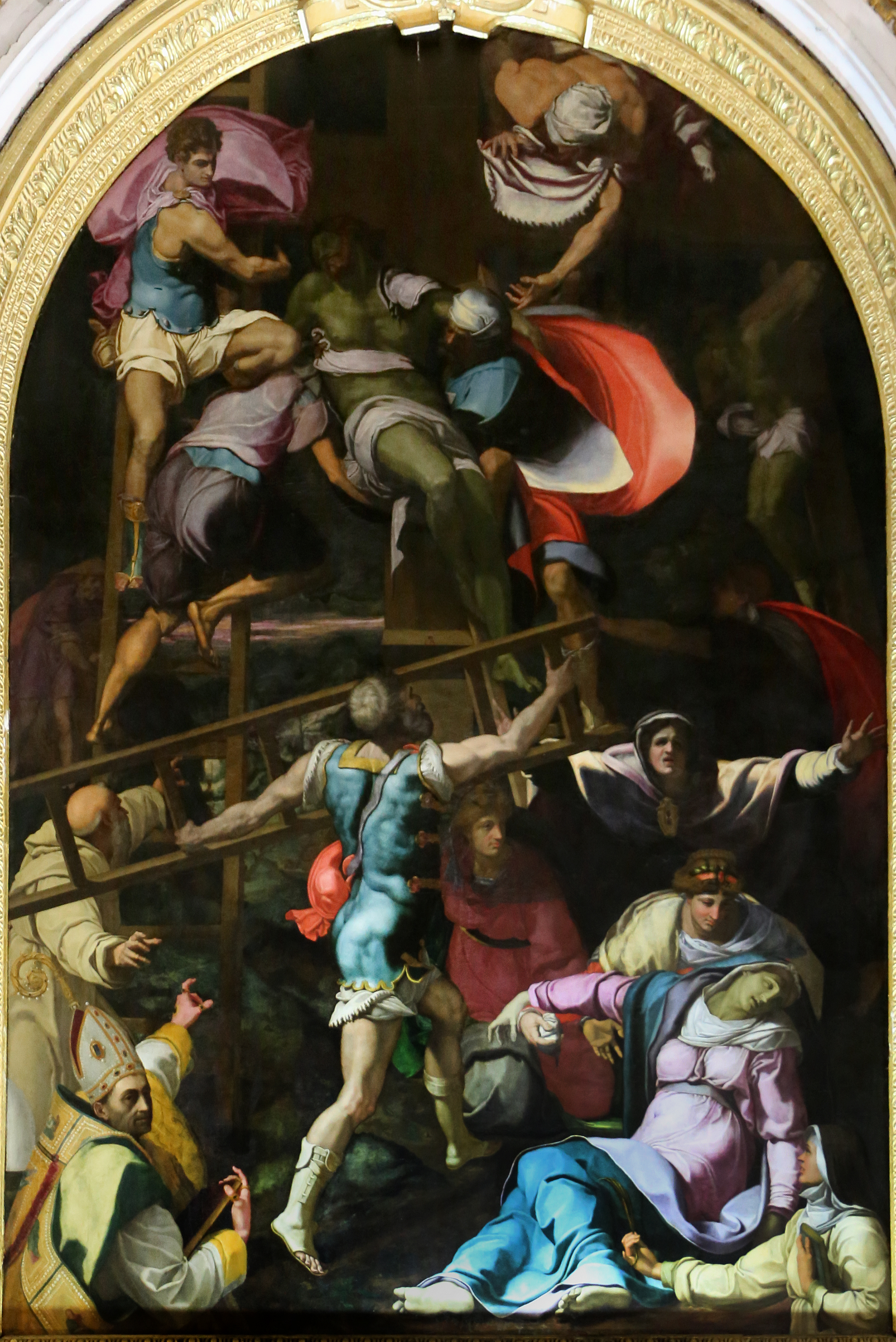
Deposizione, Volterra, San Dalmazio

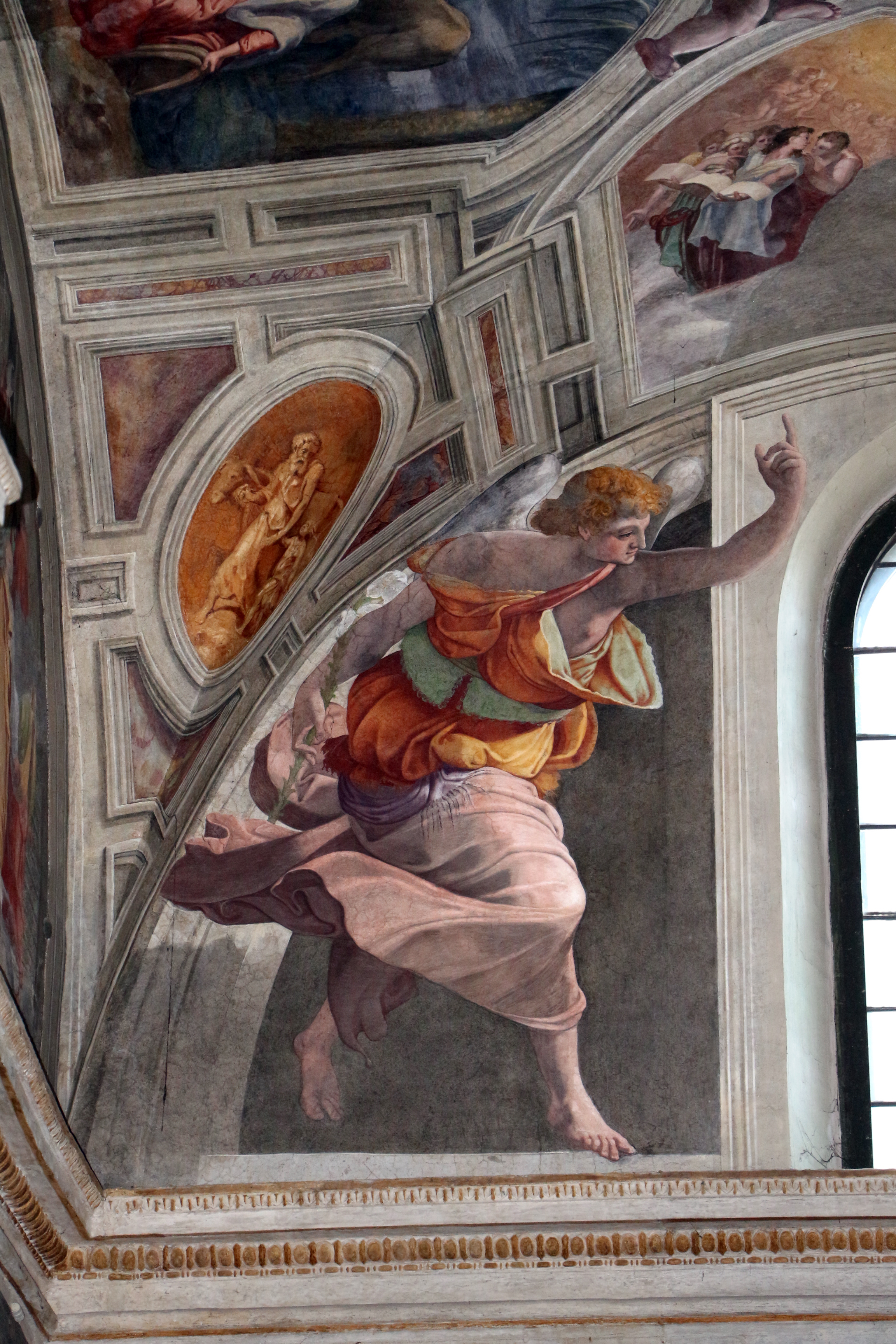
Angelo annunciante, Roma, Trinità dei Monti

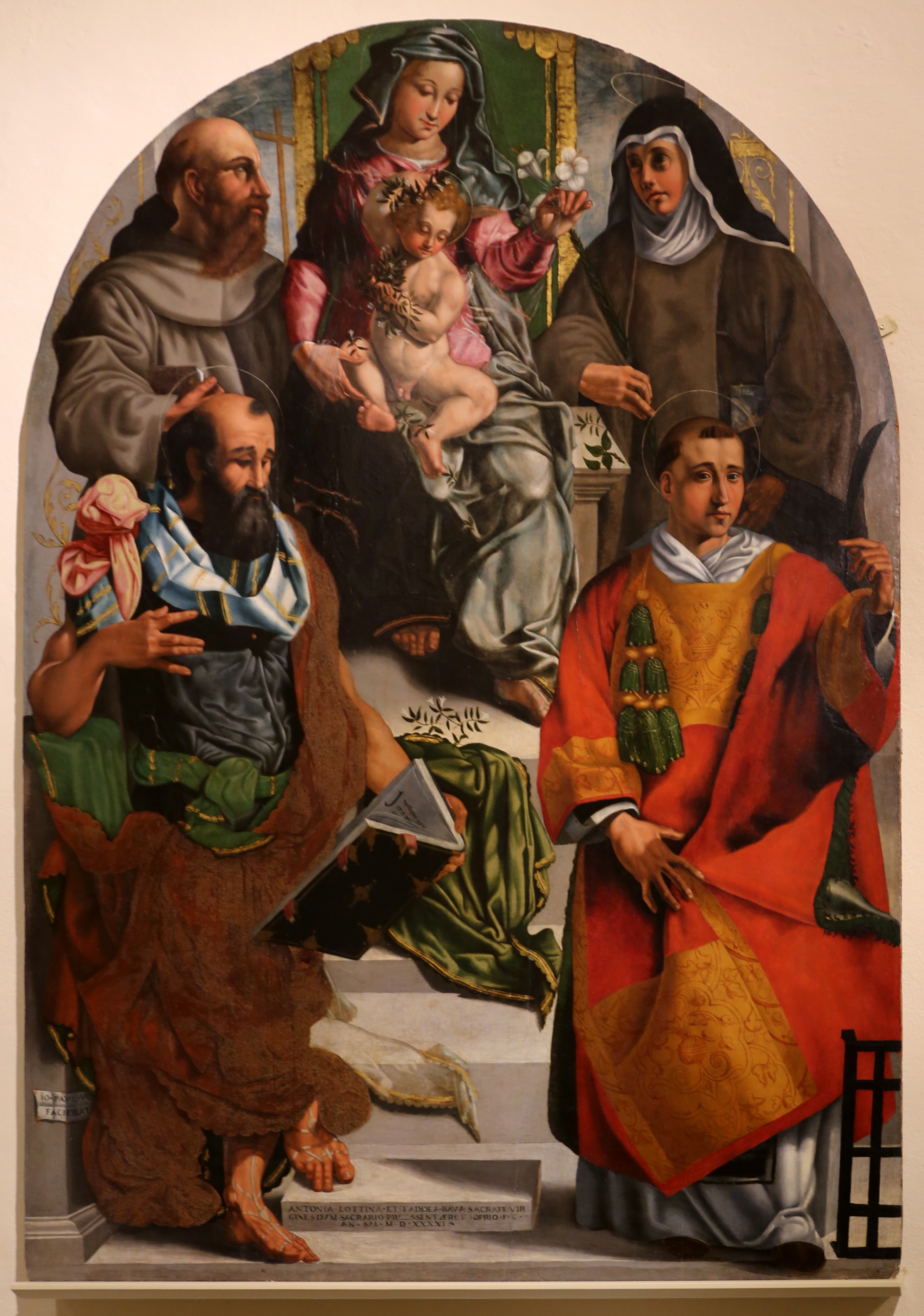
La Pala di San Cipriano, Volterra, Museo diocesano

Fu allievo e collaboratore dello zio Daniele da Volterra, seguendolo a Roma e lavorando con lui agli affreschi della chiesa della Trinità dei Monti.

## Biografia
Suo padre fu uno scultore di oggetti in alabastro (ricordato come il primo a introdurne la lavorazione al tornio) ed ebbe un fratello, Bartolomeo, che seguì le orme del padre, oltre a due sorelle Antonia ed Elisabetta. Lo stesso Giovanni Paolo è ricordato come scultore, ma in questo campo non ci è nota alcuna sua opera. Sicuramente questa attività dovette comunque aiutarlo nel campo della definizione dei volumi, che sono sempre ben delineati nelle sue opere pittoriche.
Una prima opera, firmata e datata, è la Sacra Concersazione della chiesa di San Cipriano a Volterra, ma forse originariamente destinata a San Giovanni in Orticasso, chiesa annessa a Santa Chiara, e oggi nel Museo diocesano. La pala è caratterizzata dalla composizione serrata e colori vivaci, memori delle più avanzate novità tosco-romane (su tutti, Perin del Vaga), e se la sovrabbondanza dei panneggi e le ombre dense e scure mostrano un gusto scultoreo nato probabilmente dall'esperienza nella bottega paterna, le fisiononie appaiono ancora un po' legnose, per via dell'inesperienza del pittore ancora poco più che ventenne. 
Seguono di pochi anni i progetti, noti attraverso due disegni con varianti al GDSU di Firenze (inv. 680 F.) e all'Albertina di Vienna (inv. 14215), per una pala d'altare già attribuiti anche a Daniele da Volterra, ma accostabili con più convinzione al Rossetti in virtù del confronto con la pala di San Cipriano. La presenza di san Romualdo ha fatto ipotizzare che l'opera fosse destinata all'abbazia camaldolese di San Giusto a Volterra. 
A Roma fu attivo con Daniele da Volterra e altri agli affreschi della cappella di Lucrezia Della Rovere in Trinità dei Monti. Gli vengono riferite in questo complesso le lunette con l'Annunciazione e con la Presentazione di Gesù al Tempio. Una sua collaborazione col maestro può essere stata anche nella pala con la Sacra Conversazione per la chiesa dei Santi Pietro e Paolo a Ulignano, nei pressi di Volterra, e oggi al Museo diocesano, datata 1545. Vicino a questa opera dovrebbe riferirsi un disegno con San Giovanni Battista a Casa Buonarroti, riferito al Rossetti in antico da Filippo Baldinucci.
Tornato nella sua città natale verso il 1550, eseguì alcuni dipinti per le chiese locali, tra i quali spicca la grande Deposizione sull'altare maggiore della chiesa di San Dalmazio. In questa opera emerge tutto il vigore del michelangiolismo appreso dal suo maestro Daniele da Volterra (del quale riciclò alcuni spunti dai disegni della mai realizzata Deposizione per l'oratorio di San Giovanni Decollato - opera poi allogata a Jacopino del Conte), abbinato a una ricca tavolozza cromatica e a un dinamismo che dimostra l'influenza del Rosso Fiorentino, la cui Deposizione si trovava a breve distanza dalla chiesa e fu sicuramente ammirata e studiata. L'atmosfera notturna invece sarebbe ispirata alla Deposizione di Perin del Vaga nella chiesa di San Marcello al Corso. La Madonna che sviene in primo piano a destra sembra riecheggiare anche la posa dell'Aurora di Michelangelo, che ne farebbe la più antica citazione, ben prima che Daniele da Volterra ne ricavasse degli studiatissimi calchi, e che dimostrerebbe la familiarità del Rossetti con l'ambiente fiorentino. Allo studio di una figura maschile di questa pala si potrebbe ricondurre un disegno, già attribuito al Ricciarelli, nel Museo Fabre a Montpellier (inv. 864.2.196). 
Nel 1565 inviò a Firenze un disegno con una veduta di Volterra e i suoi principali monumenti, utilizzata negli apparati per le nozze di Francesco I de' Medici e Giovanna d'Austria, sovrintese dal Borghini. Nella stessa occasione il Rossetti inviò a Firenze un vaso d'alabastro da donare alla nuova arciduchessa.
Gli sono attribuite anche due tavolette nel Museo della Certosa di Douai (Martirio di san Giovanni Battista e Martirio di san Giovanni evangelista).
L'ultima sua opera (1562 circa) fu lo studiolo Giovanni Battista Bava nella vecchia abbazia dei Santi Giusto e Clemente, che oggi versa in un precario stato di conservazione.
Vasari lo citò brevemente ma con lode, nella biografia di Daniele da Volterra.